# Anolis propinquus
Anolis propinquus är en ödleart som beskrevs av  Williams 1984. Anolis propinquus ingår i släktet anolisar, och familjen Polychrotidae. Inga underarter finns listade i Catalogue of Life.